# Critical Reviews in Toxicology
Critical Reviews in Toxicology è una rivista medica sottoposta a revisione paritaria che pubblica articoli di revisione su tutti gli aspetti della tossicologia. È pubblicata dalla Taylor & Francis e il caporedattore è Roger O. McClellan. È stata fondata nel 1971 col nome di CRC Critical Reviews in Toxicology e ha assunto il nome attuale nel 1980.

## Conflitto di interesse
Secondo il Center for Public Integrity, la rivista è stata accusata dai critici di essere un "intermediario di scienza spazzatura". È stato scoperto che la Monsanto aveva collaborato con una società di consulenza esterna per indurre la rivista a pubblicare una revisione parziale sugli effetti sulla salute del suo prodotto "Roundup".

## Indicizzazione
Gli abstract e gli articoli della rivista sono indicizzazione da:
- BIOSIS Previews[3]
- CAB Abstracts[4]
- Chemical Abstracts[5]
- Current Contents/Life Sciences[3]
- Elsevier BIOBASE
- Embase[6]
- EMBiology
- Index Medicus/MEDLINE/PubMed[7]
- PASCAL
- Science Citation Index[3]
- Scopus[8]

Secondo il Journal Citation Reports, la rivista ha ricevuto per il 2017 un fattore di impatto pari a 5.313, sostanzialmente invariato rispetto a quello del 2024 (5.7).